# أرمين مانوشاريان
أرمين مانوشاريان هو لاعب كرة قدم أرميني في مركز الدفاع، ولد في 3 فبراير 1995 في يريفان في أرمينيا. لعب مع نادي بانانتس.

## وصلات خارجية
- أرمين مانوشاريان على موقع الاتحاد الأوربي (الإنجليزية)
- أرمين مانوشاريان على موقع قاعدة بيانات كرة القدم.إي يو (الإنجليزية)
- أرمين مانوشاريان على موقع ناشيونال فوتبول تيمز (الإنجليزية)
- أرمين مانوشاريان على موقع Soccerway.com (الإنجليزية)